# 青柳勝
青柳 勝（あおやぎ まさる、1976年10月8日 - ）は、日本の元AV男優、

## 概要
- 神奈川県横浜市保土ケ谷区出身、川崎市宮前区在住[1]。
- 2000年2月、AV男優としてデビューしたきっかけは出会い系サイトに自分で応募した。
- 趣味は料理、パソコン、映画鑑賞、旅行、クルマ、ドライブ、ご当地グルメ、温泉。
- 2017年2月、AV男優引退。